# Ken Hechler
Kenneth William Hechler (20 de septiembre de 1914-10 de diciembre de 2016) fue un político estadounidense. Miembro del Partido Demócrata, representó al 4.º distrito del Congreso de Virginia Occidental en la Cámara de Representantes de los Estados Unidos de 1959 a 1977 y fue Secretario de Estado de Virginia Occidental de 1985 a 2001.

## Biografía

### Primeros años y servicio militar
De ascendencia germano-americana, Hechler nació en Roslyn, Nueva York, el 20 de septiembre de 1914, hijo de Charles Henry y Catherine Elizabeth (Hauhart) Hechler. Se licenció en el Swarthmore College y obtuvo un máster y un doctorado en historia y gobierno en la Universidad de Columbia. Hechler fue profesor de la Universidad de Columbia, la Universidad de Princeton y el Barnard College en los años previos a la Segunda Guerra Mundial.
Hechler ocupó una serie de cargos menores en la administración pública federal hasta que fue reclutado por el Ejército de los Estados Unidos durante la Segunda Guerra Mundial en julio de 1942. Tras graduarse en la Escuela de Aspirantes a Oficial de las Fuerzas Armadas, fue destinado como historiador de combate en el Teatro de Operaciones Europeo. Hechler ayudó a hacer la crónica de la liberación de Francia, la invasión de Normandía en 1944, la Batalla de las Ardenas y la entrada en la Alemania nazi. Estaba adscrito a la 9.ª División Blindada cuando un grupo especial de blindados e infantería, que formaba parte del Mando de Combate B, capturó inesperadamente el puente Ludendorff que cruzaba el río Rin durante la batalla de Remagen. Entrevistó a los soldados estadounidenses y alemanes implicados en ese momento. Fue galardonado con una Estrella de Bronce y 5 estrellas de combate. Volvió después de la guerra en dos ocasiones para entrevistar a los alemanes que participaron en la batalla. Encontró al capitán Willi Bratge, a quien un tribunal militar alemán había condenado a muerte en ausencia por haber sido capturado, y pasó una semana con él en la zona de Remagen para conocer los detalles de la batalla. En 1957 publicó el libro The Bridge at Remagen: The Amazing Story of March 7, 1945, que fue adaptado al cine en 1969.
Una vez finalizada la guerra, se le asignó la tarea de entrevistar a muchos de los acusados antes de los juicios de Núremberg, incluido Hermann Göring. (Hechler le grabó haciendo una oferta delirante de unirse al bando americano y "golpear a los rusos").

### Entrada en política
A continuación, Hechler fue asistente de Harry S. Truman en la Casa Blanca de 1949 a 1953 y director de investigación de la campaña presidencial de Adlai Stevenson en 1956. De 1953 a 1957 fue director asociado de la Asociación Americana de Ciencias Políticas en Washington D. C. A continuación, Hechler fue nombrado profesor de la Universidad Marshall en Huntington, Virginia Occidental. En 1958 se presentó como candidato a la Cámara de Representantes de los Estados Unidos por el Cuarto Distrito del Congreso de Virginia Occidental, que entonces incluía a Huntington y a muchos pueblos industriales sindicalizados a lo largo del río Ohio, al norte de esa ciudad industrial. Obtuvo una estrecha victoria por 3.500 votos. Nunca se enfrentó a otra contienda electoral tan reñida.
En el Congreso, se ganó la reputación de demócrata liberal y, en 1965, fue el único miembro del Congreso que se unió a Martin Luther King Jr. en las marchas de Selma a Montgomery. Hechler votó a favor de las Leyes de Derechos Civiles de 1960, 1964 y 1968, y de la Ley de Derecho al Voto de 1965. Fue el principal artífice de la Ley de Seguridad y Salud en las Minas de Carbón de 1969, que por primera vez puso un límite a la cantidad de polvo de carbón respirable permitido en las minas de carbón, y estipuló estrictas normas de seguridad. Aunque era un opositor de la maquinaria demócrata del estado, apenas tuvo oposición en las primarias demócratas y fue reelegido ocho veces.

### Elecciones de 1972
En 1972, Hechler se enfrentó a un fuerte desafío en las primarias por primera vez desde su candidatura inicial al escaño. Tras el censo de 1970, la disminución de la población de Virginia Occidental le costó un distrito en el Congreso. La legislatura estatal fusionó el distrito de Hechler con la mayor parte del antiguo 5.º Distrito, que comprendía varios condados mineros de carbón alrededor de Bluefield y Beckley. El 5.º había sido representado por el demócrata James Kee, de Bluefield, desde 1965, y miembros de su familia habían ocupado el distrito ininterrumpidamente desde 1933. Aunque el nuevo distrito conservó el número de distrito de Hechler -el 4.º-, geográfica y demográficamente era más bien el distrito de Kee. Kee conservó el 65% de su antiguo territorio. Sin embargo, Hechler aprovechó sus vínculos con el sindicato y derrotó a Kee en las primarias demócratas por casi 26 puntos. Ganó fácilmente la reelección en noviembre, y no tuvo oposición para la reelección en 1974.

### Candidatura a Gobernador
En 1976, se presentó a las primarias para gobernador, pero perdió las elecciones estatales por un amplio margen. Entonces intentó una campaña por escrito en su antiguo distrito contra el candidato demócrata, Nick Rahall. Rahall era un seguidor y antiguo empleado de Robert Byrd. Perdió contra Rahall en una elección muy reñida, obteniendo el 36% de los votos y desplazando al candidato republicano al tercer puesto, y volvió a perder contra Rahall en las primarias demócratas de 1978. Tras estas infructuosas candidaturas políticas, Hechler retomó su carrera docente en la Universidad de Marshall, la Universidad de Charleston y la Universidad Estatal de Virginia Occidental.

### Carrera posterior
En 1984, Hechler se presentó como candidato a Secretario de Estado de Virginia Occidental y ganó. Fue reelegido en 1988, 1992 y 1996. En 1990, volvió a presentarse, a mitad de su mandato como Secretario, a su antiguo escaño en el Congreso, pero fue derrotado por Rahall en las primarias. Su mandato como Secretario de Estado es más conocido por su exitoso procesamiento de Johnie Owens, que vendió su puesto de sheriff del condado de Mingo por 100.000 dólares y fue condenado a catorce años de prisión federal. También convenció a la Legislatura del Estado de Virginia Occidental para que exigiera que los candidatos registraran públicamente los préstamos, con condiciones específicas de devolución. Hubo un creciente distanciamiento entre él y los líderes sindicales por su apoyo a las duras leyes medioambientales, que los líderes sindicales consideraban a costa de los puestos de trabajo.
Como secretario de Estado, en 1985 trasladó su residencia legal a Charleston. Charleston se encuentra en el 2.º Distrito, que quedó vacante en 2000 por el demócrata Bob Wise, que llevaba nueve mandatos y se presentaba a gobernador. Perdió las primarias demócratas a tres bandas para ese escaño. En 2000, a la edad de 85 años, caminó 530 millas para unirse a Doris "Granny D" Haddock en su caminata a través del país en nombre de la reforma de la financiación de las campañas, poco antes de la aprobación de la Ley McCain-Feingold.
En 2004 volvió a presentarse a su antiguo puesto de secretario de Estado. En esta ocasión, ganó las primarias demócratas por mayoría, pero perdió las elecciones generales frente a la republicana Betty Ireland.

### Después de las elecciones de 2004
A partir de 2004, Hechler hizo campaña contra la minería de remoción de la cima de la montaña. El 23 de junio de 2009, Hechler, que entonces tenía 94 años, participó junto a otras personas en una protesta cerca de las explotaciones mineras de extracción de la cima de las montañas en los yacimientos de carbón de Virginia Occidental, en el valle del río Coal. Fue uno de los 29 manifestantes detenidos por allanamiento.
El 21 de julio de 2010, Hechler se presentó a las elecciones especiales para suceder al difunto senador Robert Byrd, presentándose a las primarias contra el gobernador Joe Manchin. Hechler indicó que su principal objetivo al presentarse a las elecciones era llamar la atención sobre lo que consideraba el impacto devastador de la minería de extracción de la cima de las montañas en Virginia Occidental. Hechler perdió ante Manchin, con menos del 20% de los votos. Luego apoyó a Jesse Johnson, del Partido de la Montaña, para el escaño del Senado en las elecciones generales.
Uno de sus últimos apoyos políticos públicos fue el de Charlotte Pritt para gobernador de Virginia Occidental en 2016. Pritt, a quien Hechler se refería a menudo públicamente como una de sus protegidas, se presentaba esta vez como candidata del Partido de la Montaña. Hechler había apoyado a Pritt en sus otras dos candidaturas a gobernador como demócrata en 1992 y 1996 (cuando fue la candidata). Pritt pronunció más tarde uno de los elogios en su servicio conmemorativo tras su muerte.
El 12 de agosto de 2013, Hechler, a la edad de 98 años, se casó con su compañera de siempre, Carol Kitzmiller, en Winchester, Virginia. El 20 de septiembre de 2014, cumplió 100 años. "El secreto de la longevidad es hacer ejercicio", dijo Hechler. "Siempre hice ejercicio en la pista de tenis hasta que tuve que dejarlo, pero tengo una cadera nueva". En julio de 2016, Hechler ingresó en un centro de cuidados paliativos en Romney (Virginia Occidental) tras sufrir una infección pulmonar recurrente. Hechler murió el 10 de diciembre de 2016 en su casa de Romney a causa de un derrame cerebral a la edad de 102 años.